# Friedrich Wilhelm Kettler

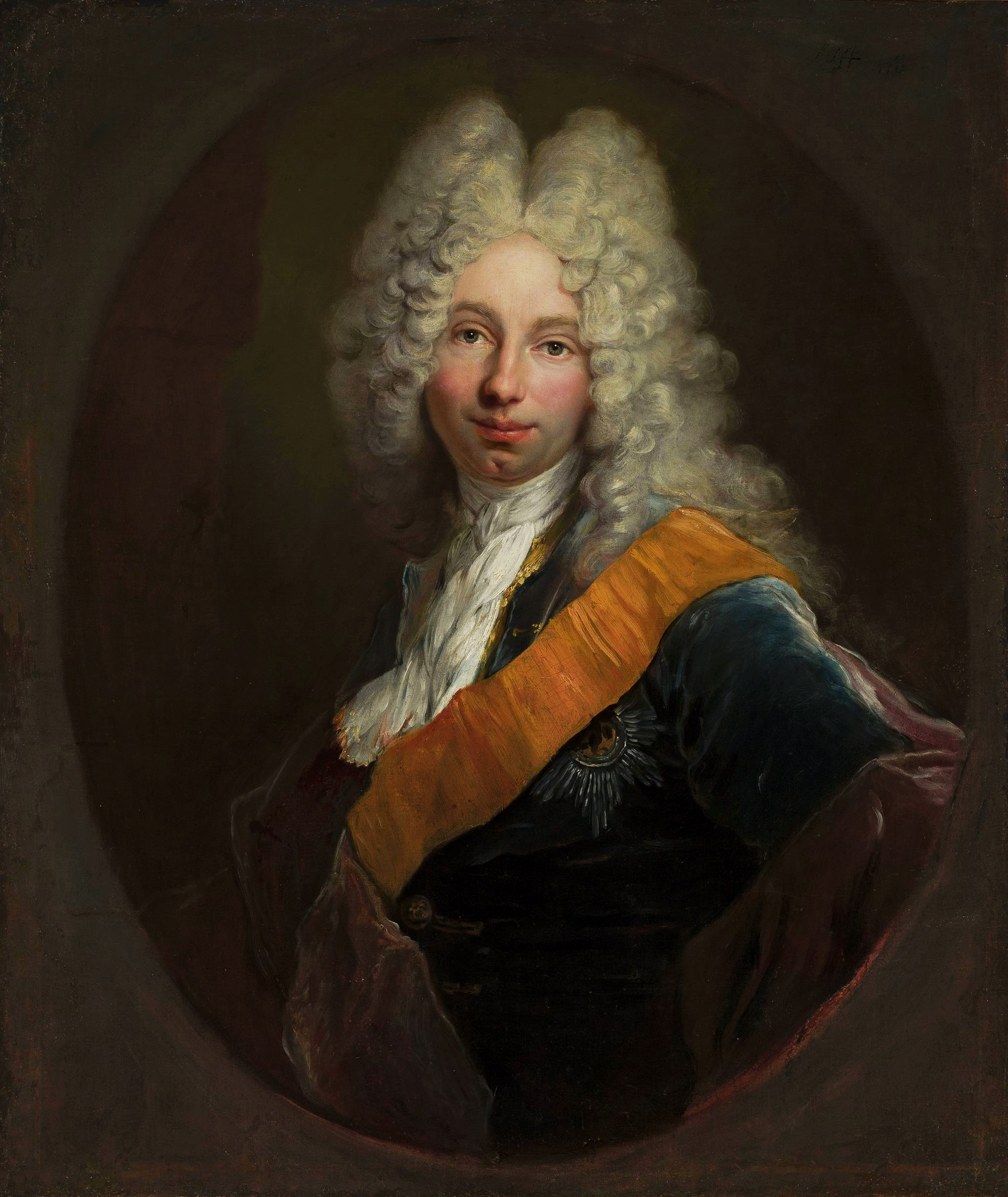
Friedrich Wilhelm Kettler

Friedrich (III.) Wilhelm Kettler (* 19. Juli 1692 in Mitau; † 21. Januar 1711 in Kippingshof) war von 1698 bis 1711 regierender Herzog von Kurland und Semgallen.
Friedrich Wilhelm Kettler war der Sohn von Friedrich Kasimir Kettler und heiratete im Jahr 1710 Anna von Russland, die Tochter des Zaren Iwan V., eines Halbbruders des Zaren Peters I. und spätere Zarin Russlands. Die Ehe blieb kinderlos. Auf der Rückfahrt von Sankt Petersburg, wo die Hochzeit stattgefunden hatte, erkrankte Friedrich Wilhelm Kettler mit hohem Fieber. Er starb in der Poststation von Kippingshof (Киппингхоф, heute: Kipen, Кипень). Er wurde in Duderhof (Дудергоф, heute: Moschaiski, Можайский) aufgebahrt, bevor er nach Mitau in die Herzogengruft überführt wurde. Anna fungierte nach Friedrich Wilhelms Tod als – allerdings nicht unbestrittene – Regentin von Kurland.
Im Zusammenhang mit einem kurzen Bericht über das politische Schicksal Kettlers wurde ein Porträt von ihm in dem 1709 erschienenen 85. Band der Europäischen Fama veröffentlicht, einer der ältesten historisch-politischen Zeitschriften Europas.
Friedrich Wilhelm wurde von Georg Albrecht Stübner in lateinischer und französischer Sprache unterrichtet.